# Zsolt Korcsmár
Zsolt Korcsmár (Komló, 9 gennaio 1989) è un calciatore ungherese, difensore dell'Os.

## Carriera

### Club
Korcsmár ha iniziato la carriera con la maglia dell'Újpest, nel paese natio. Nell'inverno del 2010, ha sostenuto provini con diverse squadre, tra cui uno con la maglia del Brann, segnando anche in un'amichevole contro il Las Palmas B. Il 19 luglio 2010, l'Újpest ha comunicato la cessione in prestito del calciatore al Brann per il resto della stagione, con il club norvegese che si è riservato anche il diritto ad acquistarne definitivamente le prestazioni. La compagnia d'investimento Hardball ha aiutato il Brann a sostenere i costi dell'operazione.
L'esordio dell'ungherese nell'Eliteserien è arrivato nella sconfitta per 3-1 in casa dello Start. Successivamente, il Brann ne ha riscattato il cartellino. Il 14 maggio 2013, lo stesso club norvegese ha comunicato sul proprio sito la cessione del difensore ai tedeschi del Greuther Fürth, a partire dal 1º luglio successivo.
Il 5 febbraio 2016 ha fatto ritorno in patria, per giocare nel Vasas. Il 2 giugno 2017, i danesi del Midtjylland hanno comunicato con una nota ufficiale d'aver ingaggiato Korcsmár.
Reduce da un grave infortunio al ginocchio, in data 2 luglio 2020 ha firmato un contratto con l'Os, tornando quindi in Norvegia.

### Nazionale
Korcsmár è il capitano dell'Ungheria under 21. Ha fatto parte della selezione che ha vinto il bronzo al mondiale Under-20 2009.

## Palmarès

### Club

#### Competizioni nazionali
- Campionato danese: 1

Midtjylland: 2017-2018
- Coppa di Danimarca: 1

Midtjylland: 2018-2019